# アメリカかぶれ
「アメリカかぶれ」（イタリア語: Tu vuò fà l'americano、英語: You Want to Be American）は、イタリアの歌手レナート・カロゾーネが、ナポリ語で歌った曲。
カロゾーネはこの曲を、「ニーサ (Nisa)」の通称で知られたニコラ・サレルノとの共作として1956年に書いた。スウィングとジャズを結びつけたこの曲は、カロゾーネにとって最も広く知られた作品のひとつとなった。楽譜出版会社リコルディのディレクターだったラペッティ (Rapetti) からラジオのコンテスト用の作品を委嘱されたカロゾーネは、ニーサの作った歌詞を見て、ごく僅かの時間で曲を書き上げた。カロゾーネは、書き上げた即座に、この曲が大ヒットになると確信したという。
カロゾーネ自身によるオリジナル・バージョンは、マリオ・マットーリ監督の1958年の映画『Totò, Peppino e le fanatiche』の中で披露された。メルヴィル・シェイヴェルソン監督の1960年の映画『ナポリ湾 (It Started in Naples)』では、ソフィア・ローレンがこの曲を歌った。ロザリオ・フィオレッロも、1999年の映画『リプリー (The Talented Mr. Ripley)』の中でこの曲を歌っている。
歌詞の内容は、同時代のアメリカの生活様式が大好きなイタリア人のことを、ウイスキー・ソーダを飲み、ロックンロールで踊り、野球に興じ、紙巻きたばこの「キャメル」を吸っているが、いまだに両親の金を当てにしている、と歌っている。この歌は一般的に、当時まだ農村的な伝統的社会であったイタリア南部で、第二次世界大戦後、程なくして起こったアメリカナイゼーションに対する、風刺と考えられている。イタリアの新聞『ラ・レプッブリカ (la Repubblica)』は、彼がこの曲のヒットから4年後の1960年に音楽界から引退してしまうことを考えると、この曲はカロゾーネ作品の中でも決定的なヒット・シングルであると述べている。

## カバーとサンプリング
- ルー・ベガは、この曲を「You Wanna Be Americano」としてカバーしている。
- ブライアン・セッツァー・オーケストラは、彼らの曲「Americano」の一部に組み込む形でこの曲をカバーしている。この曲は、アルバム『ヴァヴーム! (Vavoom!)』に収録されている。
- 2010年、この曲はオーストラリアのデュオであるヨランダ・ビー・クール（英語版）と音楽プロデューサーのDカップによる曲で、世界的なヒットとなった「パッパラ☆アメリカ〜ノ (We No Speak Americano)」にサンプリングされた。この曲は、その後、マルコ・カリアーリ（イタリア語版）によって再録音されている。
- ドン・オマール - 「We No Speak Americano (Remix)」
- この曲は、歌声を合成するソフトウェアであるボーカロイド「TONIO」のデモ曲のひとつとなっており、別のボーカロイド「ビッグ・アル」も、この曲を歌っている。
- ザ・プッピーニ・シスターズ（英語版）は、この曲を2007年のアルバム『Betcha Bottom Dollar』に収録した。
- ピットブル - 「Bon Bon (We No Speak Americano)」（2010年）
- 2002年、チリのロック・バンドであるペティネリス（スペイン語版）が、「Americano」という曲名でこの曲をカバーし、デビュー・アルバム『Pettinellis』に収録した。
- リタ・キアレッリ（イタリア語版）は、この曲をアルバム『Italian Sessions』に収録している。
- 大韓民国のバンド LPG には、この曲や「パッパラ☆アメリカ〜ノ」を原案とした「앵그리 (Angry)」という曲がある。
- ダレン・クリスは、2011年にイェール大学で行なわれたチャリティー・ショーでこの曲をカバーし、2013年の「Listen Up」ツアーでも、ニューヨーク州ハンチントン（英語版）における公演でこの曲を歌った。
- 2011年には、ギリシア語とイタリア語を半々に用いたバージョンがラヴレンティス・マチャイリツァス（英語版）とトニーノ・カロトーネ（英語版）によって録音された。
- 2012年、バンド、ジプシー・クイーンズ（英語版）が、アルバム『The Gypsy Queens』で、テレビ番組『Made in Chelsea』の出演者たちをフィーチャーする形でこの曲を「L'Americano」として取り上げた。

## 大衆文化の中で
- マット・デイモン、ジュード・ロウ、ロザリオ・フィオレッロは、映画『リプリー』のジャズ・クラブの場面でこの曲を歌う。ロウが演じる人物は、この曲の内容を反映したような、イタリアのモンジベッロで暮らすアメリカ人の跡取り息子で、当地ではイタリア文化に反抗しているが、彼の生活は裕福なアメリカ人の両親からの気前のよい仕送りに依存している。
- カロゾーネのバージョンは、2010年の映画『ラスト・ターゲット (The American)』のサウンドトラックにも用いられている。この映画の中で、この曲は、ジョージ・クルーニーが演じる、イタリアの田舎町に身を隠すアメリカ人の殺し屋が訪れるカフェで流れている。
- 同じバージョンは、2012年のアニメーション映画『サミーとシェリー2 僕らの脱出大作戦 (A Turtle's Tale 2: Sammy's Escape from Paradise)』のサウンドトラックにも用いられている。